# 1932 في المملكة المتحدة
فيما يلي قوائم الأحداث التي وقعت خلال عام 1932 في المملكة المتحدة.

## سياسة

### انتهاء فترة المنصب
- 1 أكتوبر – هربرت صموئيل وزير الدولة للشؤون الداخلية [الإنجليزية]‏.
- 25 أكتوبر – آرثر هندرسون زعيم معارضة، زعيم حزب العمال.

## رياضة
- 1 يناير – بطولة ويمبلدون 1932

## ظهور
- 1 يناير – مارس
- 1 يناير – مارس

## أفلام
من الأفلام التي صدرت هذه السنة في المملكة المتحدة:
- 1 يناير – النيران مصير من إخراج نورمان ووكر [الإنجليزية]‏.

## كتب
من الكتب التي صدرت هذه السنة في المملكة المتحدة:
- 1 يناير – ثلاثة عشر لغزا من تأليف أجاثا كريستي.
- 1 يناير – عالم جديد شجاع من تأليف ألدوس هكسلي.
- 1 فبراير – خطر في البيت الأخير من تأليف أجاثا كريستي.

## مواليد

### يناير
- 5 يناير – بيل فولكيس
- 6 يناير – لي فانغوا فيزيائية صينية.
- 17 يناير – جون كيلي ملاكم من المملكة المتحدة.
- 29 يناير – تومي تايلور لاعب كرة قدم إنجليزي.

### فبراير
- 1 فبراير – جون نوت سياسي بريطاني.
- 4 فبراير – رون ووكر لاعب كرة قدم إنجليزي.
- 8 فبراير – هنري كليفورد أليسون
- 10 فبراير – توني هور دراج بريطاني.
- 25 فبراير – توني بروكس
- 27 فبراير – إليزابيث تايلور

### مارس
- 3 مارس – روي وليامز لاعب كرة قدم إنجليزي.
- 12 مارس – بيل باتريك لاعب كرة قدم اسكتلندي.

### أبريل
- 21 أبريل – أنجيلا مورتيمر لاعبة كرة مضرب من المملكة المتحدة.
- 26 أبريل – كيث أبيس لاعب كرة قدم إنجليزي.
- 26 أبريل – مايكل سميث
- 27 أبريل – ديريك مينتر متسابق دراجات نارية من المملكة المتحدة.

### مايو
- 21 مايو – بيتر غوردون لاعب كرة قدم إنجليزي.
- 23 مايو – جون ليونز

### يونيو
- 9 يونيو – دينيس روبرتسون
- 13 يونيو – آن شيلكوك لاعبة كرة مضرب من المملكة المتحدة.

### يوليو
- 14 يوليو – باتريك هاين
- 25 يوليو – بوبي هولمز لاعب كرة قدم اسكتلندي.

### أغسطس
- 9 أغسطس – تام داليل
- 12 أغسطس – غويليم جينكنز

### سبتمبر
- 4 سبتمبر – غوردون ديفيز لاعب كرة قدم من المملكة المتحدة.
- 15 سبتمبر – نيل بارتلت
- 25 سبتمبر – تيري ميدوين لاعب كرة قدم ويلزي.

### أكتوبر
- 1 أكتوبر – جورج كوبر لاعب كرة قدم بريطاني.
- 8 أكتوبر – راي رياردون لاعب سنوكر من المملكة المتحدة.
- 27 أكتوبر – هاري غريغ

### نوفمبر
- 6 نوفمبر – رون سوندرز لاعب ومدرب كرة قدم إنجليزي.
- 15 نوفمبر – بيتولا كلارك
- 20 نوفمبر – ريتشارد داوسون ممثل من الولايات المتحدة.

## وفيات

### يناير
- 1 يناير – جاك غراهام (مواليد 1868) لاعب كرة قدم من المملكة المتحدة.
- 5 يناير – جورج فورست (مواليد 1873)
- 13 يناير – إرنست مانغنال (مواليد 1866)

### فبراير
- 10 فبراير – إدغار والاس (مواليد 1875)
- 29 فبراير – جورج كلاريدج دروس (مواليد 1850)

### مارس
- 3 مارس – إرنست هوارد غريفيث (مواليد 1851) فيزيائي بريطاني.
- 3 مارس – يوجين دي ألبرت (مواليد 1864)

### أبريل
- 17 أبريل – باتريك جيدس (مواليد 1854)
- 23 أبريل – عبد الله كويليام (مواليد 1856) قانوني من المملكة المتحدة.

### يوليو
- 22 يوليو – جون ميد فولكنر (مواليد 1858) كاتب بريطاني.

### أغسطس
- 3 أغسطس – دكنسون جولدزورذي لوز (مواليد 1862)